# Bichwa
Der Bichwa (oder Bich'Hwa, Hindi für Skorpion) ist ein Dolch aus Indien.

## Beschreibung
Der Ursprung des Bichwa ist das Maratha-Reich (1674–1818) in Zentralindien. Der Dolch hat eine doppelt geschwungene Klinge mit zweiseitiger Schneide. Das Griffstück besteht aus einem ovalen Ring in den die Handfläche eingeführt wird.
Manchmal werden die Dolchklinge und die Klauen des Baghnakh kombiniert, manche Bichwas haben eine geteilte/bzw. doppelte Klinge.